# パストラーノ
パストラーノ（伊: Pastorano）は、イタリア共和国カンパニア州カゼルタ県にある、人口約2,900人の基礎自治体（コムーネ）。

## 地理

### 位置・広がり

#### 隣接コムーネ
隣接するコムーネは以下の通り。
- カミリアーノ
- ジャーノ・ヴェトゥスト
- ピニャターロ・マッジョーレ
- ヴィトゥラーツィオ

### 気候分類・地震分類
パストラーノにおけるイタリアの気候分類 (it) および度日は、zona C, 1176 GGである。
また、イタリアの地震リスク階級 (it) では、zona 2 (sismicità media) に分類される。

## 行政

### 分離集落
パストラーノには、以下の分離集落（フラツィオーネ）がある。
- Pantuliano, San Secondino, Torre Lupara